# Cangey
Cangey is een gemeente in het Franse departement Indre-et-Loire (regio Centre-Val de Loire). De plaats maakt deel uit van het arrondissement Tours. Cangey telde op 1 januari 2022 1.030 inwoners.

## Geografie
De oppervlakte van Cangey bedroeg op 1 januari 2022 22,98 vierkante kilometer; de bevolkingsdichtheid was toen 44,8 inwoners per km².

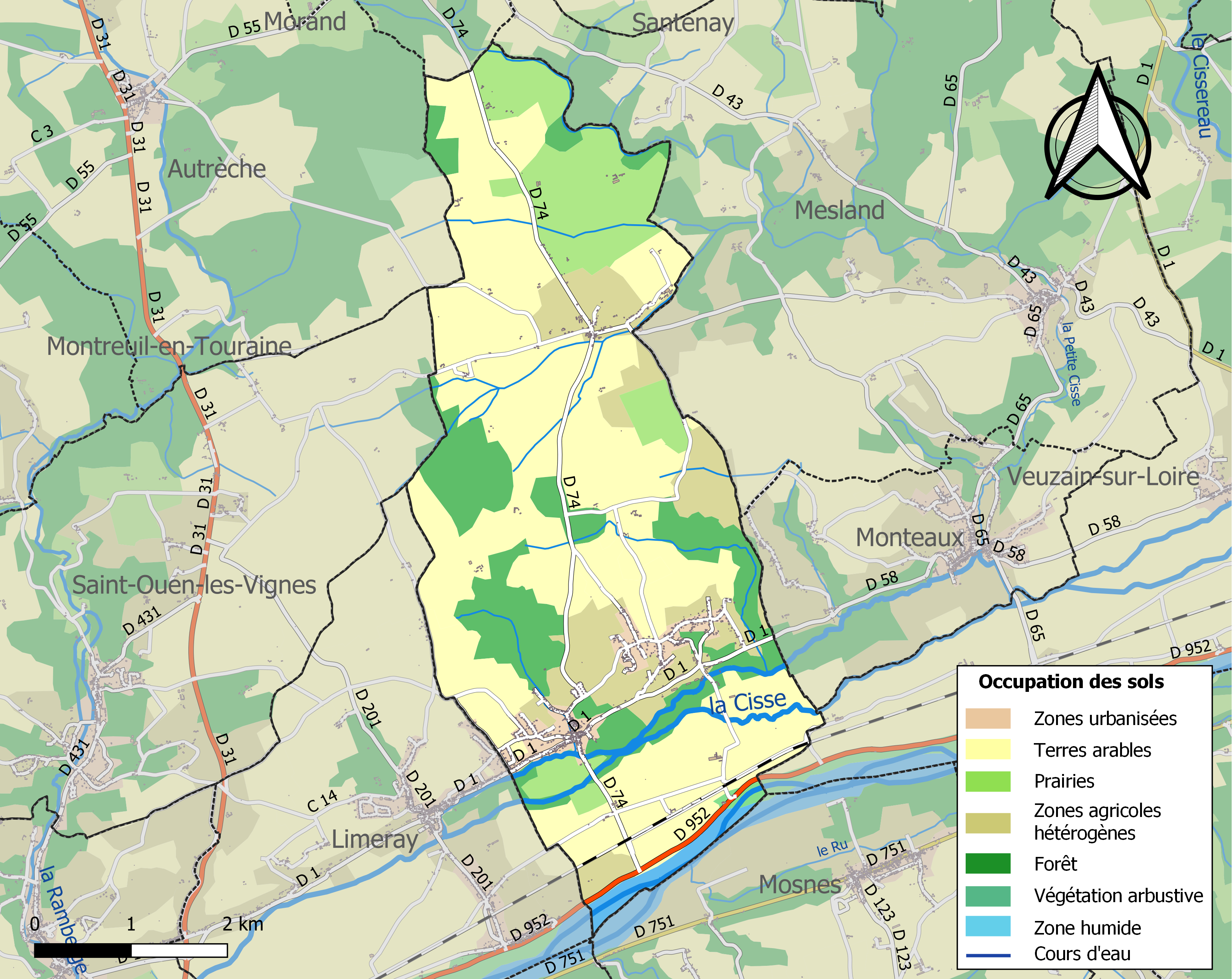
Kaart van de gemeente met belangrijkste infrastructuur, bodemgebruik en omliggende gemeenten

## Demografie
Onderstaande figuur toont het verloop van het inwonertal (bron: INSEE-tellingen).